# John Martin Poyer
John Martin Poyer, né en 1861 en Indiana et mort le 12 mai 1922 à Washington, D.C., est un homme politique américain. Il est gouverneur des Samoa américaines de 1915 à 1919.